# Amt Waltrop
Das Amt Waltrop war bis 1974 ein Amt im Kreis Recklinghausen in Nordrhein-Westfalen.

## Geschichte
Im Rahmen der Einführung der Landgemeindeordnung für die Provinz Westfalen wurde 1844 im Kreis Recklinghausen das Amt Waltrop gegründet. Zum Amt gehörten die drei Gemeinden Henrichenburg, Horneburg und Waltrop. Das Amt wurde zunächst mit dem benachbarten Amt Datteln in Personalunion von einem gemeinsamen Amtmann verwaltet, bevor die beiden Ämter 1857 endgültig getrennt wurden.
Die Gemeinde Waltrop erhielt 1939 das Stadtrecht.
Durch das Ruhrgebiet-Gesetz wurde das Amt Waltrop zum 1. Januar 1975 aufgelöst:
- Henrichenburg wurde in die Stadt Castrop-Rauxel eingegliedert, die gleichzeitig zum Kreis Recklinghausen kam.
- Horneburg wurde in die Stadt Datteln eingegliedert.
- Die Grenzen der Stadt Waltrop blieben unverändert.

Rechtsnachfolger des Amtes Waltrop ist die Stadt Waltrop.

## Wappen
| Wappen von Amt Waltrop | Blasonierung: „Geteilt in Schwarz und Silber (Weiß); oben eine gestürzte, gekürzte geschweifte goldene (gelbe) Spitze und unten ein durchgehendes schwarzes Kreuz.“ |
| Wappen von Amt Waltrop | Wappenbegründung: Das 1937 vom Oberpräsidenten der preußischen Provinz Westfalen genehmigte Wappen zeigt oben das Wappen der Herren von Goy, die im 15. und 16. Jahrhundert großen Einfluss in Waltrop hatten und unten das kurkölnische Kreuz, als Symbol der Zugehörigkeit zum Vest Recklinghausen, welches bis zur Bulle Pius VII. „De salute animarum“ zum Erzbistum Köln gehörte, danach wurde es ins Hochstift Münster inkorporiert. |